# 아주미술관
아주미술관은 대전광역시 유성구 소재의 도서관이다.

## 연혁
- 2004년 5월 31일 개관.

## 관람 안내
관람 시간
- 오전 10시~오후 7시 (3월~10월) / 오전 10시~오후 6시 (11월~2월)
- 일요일은 오후 1시에 개관.

휴관일
- 매주 월요일, 1월 1일, 설, 추석